# بيل برادبري (سياسي)
بيل برادبري (بالإنجليزية: Bill Bradbury)‏ هو سياسي أمريكي، ولد في 29 مايو 1949 في شيكاغو في الولايات المتحدة. حزبياً، نشط في الحزب الديمقراطي. وقد انتخب وزير خارجية أوريغون ‏.